# Vincent Dubois

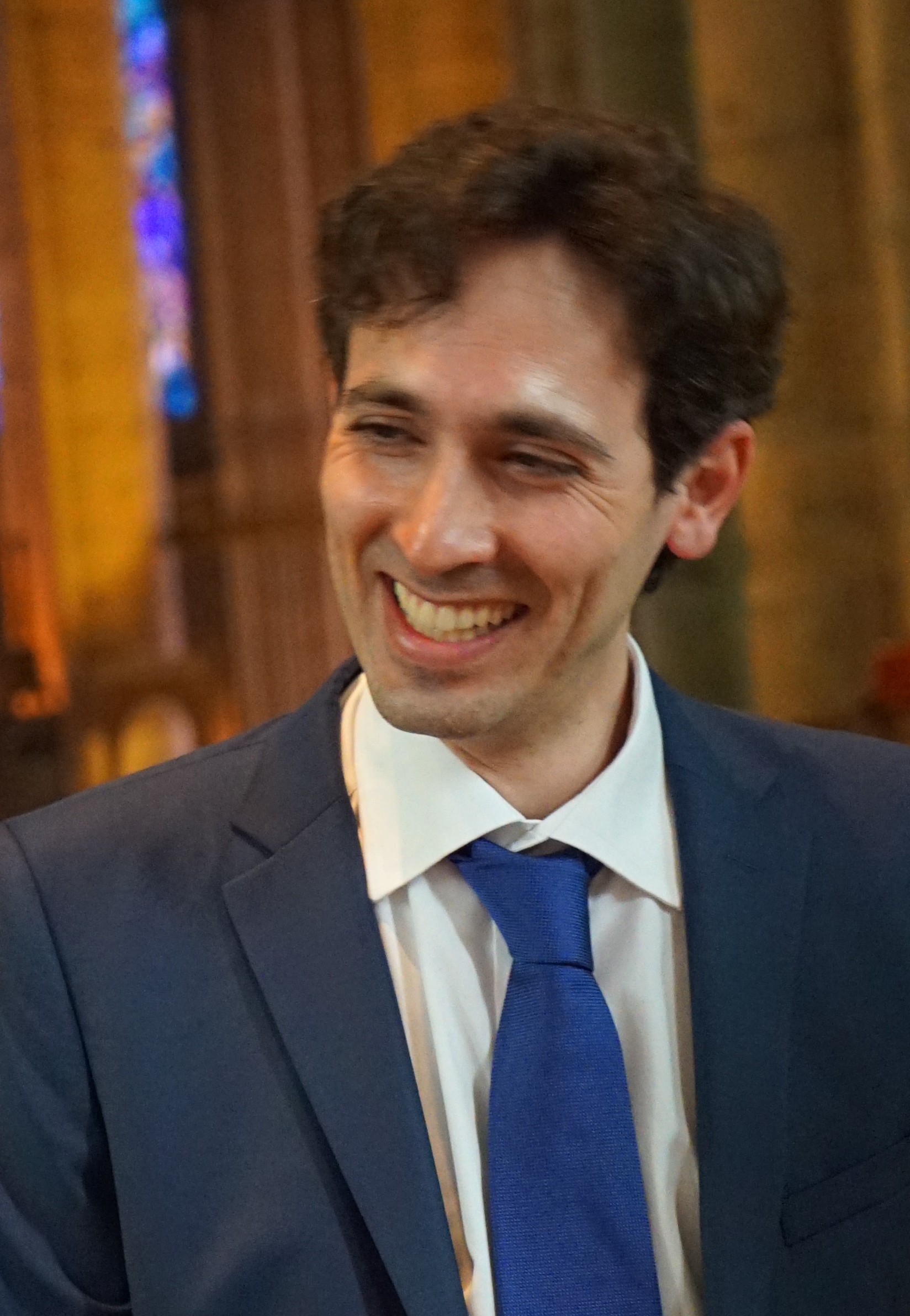
Vincent Dubois (2017)

Vincent Dubois (* 1980 in Saint-Brieuc) ist ein französischer Organist.

## Biografie
Dubois studierte am Conservatoire de Paris in der Klasse von Olivier Latry und gewann dabei zahlreiche Preise. Bereits 2002 gewann er zwei bedeutende Orgelwettbewerbe, die Calgary International Organ Competition und den ersten Preis beim Wettbewerb »Xavier Darasse« in Toulouse.
Darauf folgten zahlreiche Auftritte in ganz Europa, den USA, Kanada und in Asien. Dabei arbeitete er auch mit zahlreichen Orchestern zusammen, so dem Philadelphia Orchestra, dem Los Angeles Philharmonic Orchestra, dem Orchestre Philharmonique de Radio France, dem Orchestre National de France, dem Orquesta Filharmónica de Gran Canaria.
1996 wurde Dubois zum Titularorganisten der Cavaillé-Coll-Orgel der Kathedrale Saint-Étienne von Saint-Brieuc, 2001 außerdem zum Titularorganisten in der Kathedrale von Soissons. Seit 2011 ist Dubois Direktor des Conservatoire à rayonnement régional in Straßburg. Im Januar 2016 wurde er in der Nachfolge von Jean-Pierre Leguay zum Titularorganisten der Kathedrale Notre-Dame de Paris ernannt, er übt dieses Amt dort gemeinsam mit Olivier Latry und Philippe Lefebvre aus. An der Hochschule für Musik Saar in Saarbrücken hat er seit Dezember 2022 eine Professur für Orgel und Improvisation.
Schüler von ihm ist unter anderem Niklas Jahn.

## Diskografie
- Dubois Plays Cavaille-Coll. Jav Recordings, 2010.
- Camille Saint-Saëns: 3 Symphonien. Cascavelle, 2009.
- Louis Vierne: 3. Sinfonie (op. 28) / Marcel Dupré: Trois Préludes et Fugues (op. 7). Temperamen, 2008.
- Franz Liszt: Orgelwerke. Vox Coelestis, 2006.